# الروضتین فی اخبار الدولتین النوریه و الصلاحیه
الروضتین فی أخبار الدولتین النوریّة و الصلاحیّة اثر ابوشامه مقدسی است که به زبان عربی دربارهٔ حوادث زمان فرمانروایی نورالدین محمود زنگی و صلاح‌الدین ایوبی نوشته شده‌است. این اثر از بهترین مآخذ تاریخ جنگهای صلیبی و مهم‌ترین تألیف تاریخی برجای مانده از ابوشامه است که با تحقیق و حواشی ابراهیم شمس‌الدین منتشر شده‌است.